# Aeroflot Flight 821
Aeroflot Flight 821 (el. Flight SU-821), en Boeing 737-500 opereret af Aeroflot-Nord som del af en serviceaftale med Aeroflot forulykkede den 14. september 2008 i forbindelse med indflyvning til Perm Airport . Alle 88 ombordværende (82 passagerer og 6 besætningsmedlemmer) omkom under ulykken.
På ulykkestidspunktet (05:10 lokal tid, 03:10 Moskva-tid, eller 13. september 2008 kl. 23:10 UTC) var området omkring Perm i Ural-regionen præget af regn og tåge. Flyet, en Boeing 737-500 med registreringsnummer VP-BKO, var undervejs fra Moskvas Sheremetyevo International Airport til Perm. Øjenvidner rapporterer om en eksplosion og en ildkugle, der faldt til jorden. Dele af flyet ramte jernbanesporet på den transsibiriske jernbane, hvor dele af skinnelegemet rapporteres ødelagt.